# Vellereophyton
Vellereophyton es un género de plantas con flores perteneciente a la familia de las asteráceas. Comprende 7 especies descritas y  aceptadas.

## Taxonomía
El género fue descrito por Hilliard & B.L.Burtt y publicado en Botanical Journal of the Linnean Society 82: 210. 1981.

## Especies
A continuación se brinda un listado de las especies del género Vellereophyton aceptadas hasta agosto de 2012, ordenadas alfabéticamente. Para cada una se indica el nombre binomial seguido del autor, abreviado según las convenciones y usos.
- Vellereophyton dealbatum (Thunb.) Hilliard & B.L.Burtt
- Vellereophyton felinum Hilliard
- Vellereophyton gracillimum Hilliard
- Vellereophyton lasianthum (Schltr. & Moeser) Hilliard
- Vellereophyton niveum Hilliard
- Vellereophyton pulvinatum Hilliard
- Vellereophyton vellereum (R.A.Dyer) Hilliard